# كفر بني
كفر بني قرية في منطقة إدلب في محافظة إدلب في سورية.سكانها ينتمون إلى طائفة الموحدين الدروز